# Șișenți, Vidin
Șișenți (în bulgară Шишенци) este un sat în comuna Boinița, Regiunea Vidin, Bulgaria.

## Demografie
Componența etnică a satului Șișenți
     Bulgari (99,15%)
     Nicio identificare (0,84%)
     Altele (0%)
La recensământul din 2011, populația satului Șișenți era de 119 locuitori. Din punct de vedere etnic, majoritatea locuitorilor (99,15%) erau bulgari. Pentru 0,84% din locuitori nu este cunoscută apartenența etnică.